# American Equal Rights Association
Die American Equal Rights Association (AERA) wurde 1866 in den Vereinigten Staaten gegründet. In Übereinstimmung mit der Verfassung war ihr Zweck, „to secure Equal Rights to all American citizens, especially the right of suffrage, irrespective of race, color or sex.“ (deutsch: „für alle amerikanischen Bürger die Gleichheitsrechte zu sichern, besonders das Recht auf Wahlbeteiligung, ungeachtet von Rasse, Farbe oder Geschlecht.“) Einige der bekannteren Reform-Aktivisten jener Zeit waren Mitglieder, Frauen und Männer, Schwarze und Weiße.
Die AERA wurde durch die elfte National Women’s Rights Convention begründet, die sich selbst in diese neue Organisation umwandelte. Einige Personen der Frauenbewegung hatten schon früher vorgeschlagen, dass durch einen Zusammenschluss ihrer Bewegung mit der American Anti-Slavery Society etwas Ähnliches entstehen könnte, aber diese Gesellschaft akzeptierte ihren Vorschlag nicht. Lucretia Mott wurde zur Präsidentin gewählt.
Die AERA führte 1867 zwei Hauptkampagnen durch. Im Staat New York, in dem man im Prozess der Revision der bundesstaatlichen Verfassung war, bemühte sich die AERA um Petitionen für das Frauenwahlrecht und um die Abschaffung von Eigentumsvoraussetzungen für die Wahl. In Kansas warben sie für Volksabstimmungen, in denen es um das Wahlrecht sowohl für Afroamerikaner als auch Frauen ging. Beide Ziele konnten nicht in Einklang miteinander gebracht werden, denn die Abolitionisten glaubten, das Verlangen nach Frauenwahlrecht wäre ein unmittelbares Hindernis zur Erreichung des Wahlrechts für Schwarze. Auch in der Frauenbewegung gab es darüber unterschiedliche Ansichten.
Die AERA fuhr mit ihren Jahrestreffen fort, aber die wachsenden Differenzen machten eine Zusammenarbeit schwierig. Die Enttäuschung über das vorgeschlagene 15. Amendment war wegen der Nichtberücksichtigung des Ausdrucks „des Geschlechts“ besonders groß, Das AERA-Treffen 1869 signalisierte schon das Ende des Verbandes und führte zur Gründung zweier konkurrierender Frauenrechtsorganisationen, der AWSA und der NWSA. Und auch in den folgenden Jahren beeinflussten die bitteren Uneinigkeiten, die zum Tod der AERA geführt hatten, weiterhin die Frauenbewegung.

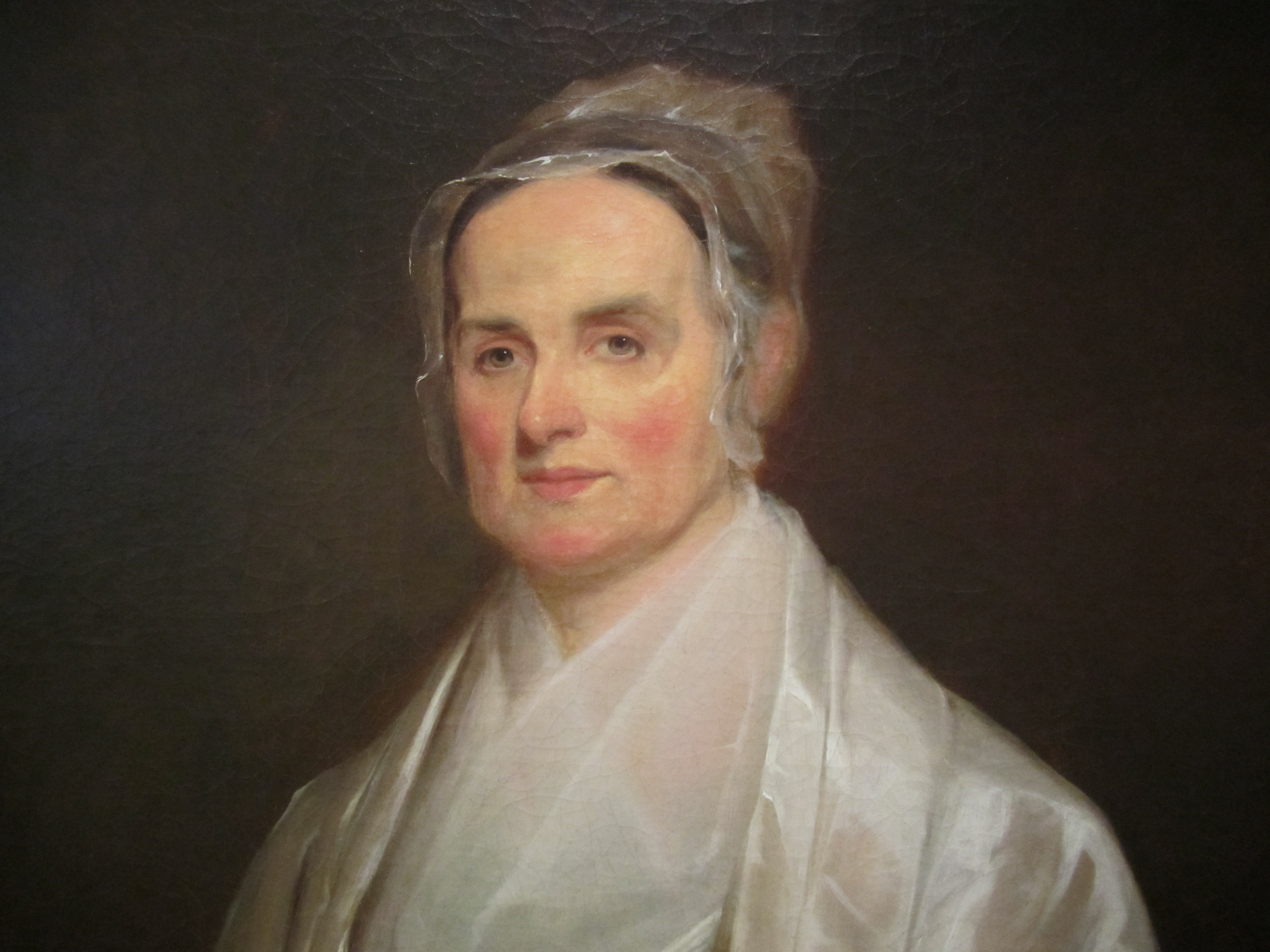
Lucretia Mott, Präsidentin der AERA

## Geschichte

### Führende Personen
Die Personen, die eine bedeutende Rolle in der AERA spielten, gehören zu den bekanntesten Reformaktivistinnen und -aktivisten dieser Zeit. Viele von ihnen kannten sich als „Veteran*innen“ der Anti-Sklaverei-Bewegung und der Frauenrechtsbewegung:
- Lucretia Mott, die Präsidentin der AERA, war eine Abolitionistin, die 1840 in London gehindert worden war, an der „World Anti-Slavery Convention“ teilzunehmen, weil sie eine Frau war. Sie war die Hauptfigur und eine der Organisatorinnen der Seneca Falls Convention, der ersten Frauenrechts-Convention.[2]
- Elizabeth Cady Stanton besuchte 1840 die „World Anti-Slavery Convention“ als Beobachterin, begleitet von ihrem Ehemann Henry B. Stanton, der als Agent der American Anti-Slavery Society gearbeitet hatte.[3] Dort in London freundeten Stanton und Mott sich an und schworen, eine Frauenrechtskonferenz in den Vereinigten Staaten zu organisieren. Stanton war eine Organisatorin der Seneca Falls Convention und Hauptautorin der dort gebilligten Declaration of Sentiments.
- Lucy Stone war eine der ersten Kämpferinnen für Frauenrechte und eine Organisatorin der ersten National Women’s Rights Convention von 1850. Sie wurde seit 1848 als Vertreterin der American Anti-Slavery Society bezahlt, mit der Vereinbarung, dass sie auch ohne Bezahlung für die Frauenrechte Vorträge halten konnte.[4]
- Susan B. Anthony wurde 1856 eine bezahlte Vertreterin der American Anti-Slavery Society; mit deren Einverständnis durfte sie auch fortfahren, sich für die Frauenrechte zu engagieren.[5]

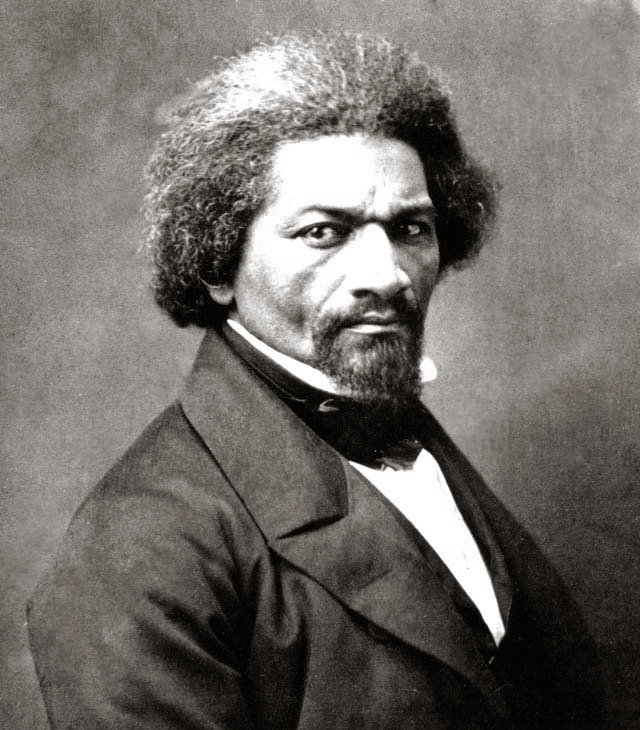
Frederick Douglass

- Frederick Douglass war ein ehemaliger Sklave und Abolitionisten-Führer, der eine besondere Rolle in der „Seneca Falls women's rights convention“ gespielt hatte. Er und Anthony lebten beide in Rochester (New York) und waren eng befreundet.[6]
- Abby Kelley Foster und ihr Ehemann Stephen Symonds Foster waren Abolitionisten, die Anthony ermutigt hatten, aktiv in der Anti-Slavery Society zu werden.[7]
- Henry Browne Blackwell, der mit Lucy Stone verheiratet war, arbeitete gegen die Sklaverei und für Frauenrechte.

### Vorgeschichte
Die noch relativ kleine Frauenwahlrechtsbewegung war in den Jahren vor dem Bürgerkrieg gewachsen; geholfen hatte dabei die Möglichkeit der gesellschaftlichen Betätigung von Frauen in der Abolitionismus-Bewegung. Die American Anti-Slavery Society, geführt von William Lloyd Garrison, machte besonders denen Mut, denen die Frauenrechte am Herzen lagen. In diesem Zeitraum war die Frauenbewegung nur locker strukturiert, eine kleine Gruppe, die aus persönlichem Antrieb handelte, organisierte Gesetzgebungskampagnen oder Vortragstouren. Ein informelles Koordinationskomitee kümmerte sich um die National Women’s Rights Conventions. Es gab auch nur ein paar wenige bundesstaatliche Vereine und keine formale nationale Organisation. Die Bewegung verschwand während des Bürgerkriegs (1861–1865) weitgehend aus dem öffentlichen Bewusstsein, da die Frauenrechtlerinnen ihre Energie in die Kampagne gegen die Sklaverei einbrachten. 1863 organisierten Elizabeth Cady Stanton und Susan B. Anthony die Women’s Loyal National League, die erste nationale politische Organisation in den Vereinigten Staaten, die für ein „Amendment zur Verfassung“ kämpfte, das die Sklaverei abschaffen sollte.

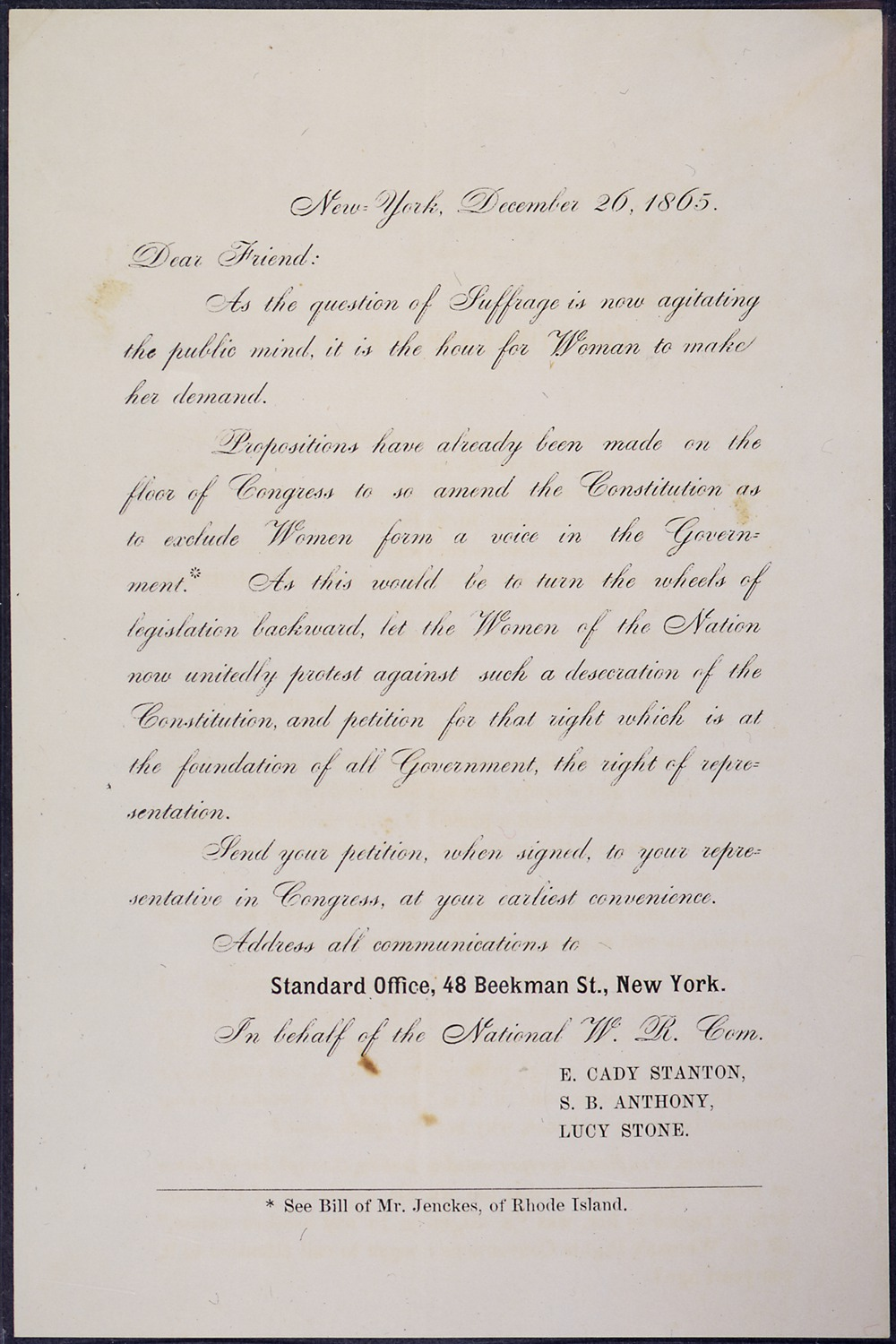
Der Brief, den Stanton, Anthony und Stone herumschickten, um für Petitionen aufzurufen, die sich gegen die Einführung des Wortes „männlich“ in die Verfassung der Vereinigten Staaten durch das 14. Amendment wandten.

Nachdem die Sklaverei 1865 durch das 13. Amendment beseitigt worden war, wurde Wendell Phillips zum Präsidenten der Anti-Slavery Society gewählt und begann, alle seine Kräfte auf die Gewinnung politischer Rechte für die Schwarzen zu richten. Er sagte den Frauenwahl-Aktivistinnen, dass er das Frauenwahlrecht weiterhin unterstützen würde, er es aber für das beste halte, dieses Verlangen zurückzustellen, bis die Wahlrechte für die afroamerikanischen Männer gesichert seien.
Die Frauenbewegung begann sich wieder zu beleben, als Vorschläge für ein 14. Amendment zu zirkulieren begannen, das den Afroamerikanern das Bürgerrecht sichern sollte (aber noch nicht das Wahlrecht). Einige dieser Vorschläge wollten auch das erste Mal den Ausdruck „männlich“ in die Verfassung einführen, die mit den Worten beginnt, „We the People of the United States“ (deutsch: „Wir das Volk der Vereinigten Staaten“). Stanton sagte, „if that word 'male' be inserted, it will take us a century at least to get it out.“ (deutsch: „Falls dieses Wort eingefügt wird, wird es uns mindestens ein Jahrhundert kosten, um es wieder herauszubekommen.“) Stanton, Anthony und Lucy Stone, die bekanntesten Figuren der Frauenbewegung, ließen Ende 1865 einen Brief zirkulieren, mit dem Aufruf zu Petitionen gegen alle Formulierungen, die Frauen ausschlössen. Eine Version des Amendments, das sich auf „Personen“ statt auf „Männer“ bezog, passierte zu Beginn des Jahres 1866 das Repräsentantenhaus, wurde aber im Senat nicht durchgebracht.
Die Version, die der Kongress schließlich billigte und an die Bundesstaaten zur Ratifizierung weiterleitete, enthielt das Wort „männlich“ an drei Stellen. Stanton und Anthony opponierten gegen das Amendment, während Stone es unterstützte als einen Schritt vorwärts zum Allgemeinen Wahlrecht. Frederick Douglass lehnte es deswegen ab, weil es Bundesstaaten erlaubte, Schwarze am Wählen zu hindern, falls diese Staaten gewillt waren, verminderte Repräsentation auf Bundesebene zu akzeptieren. Das 14. Amendment wurde 1868 ratifiziert.

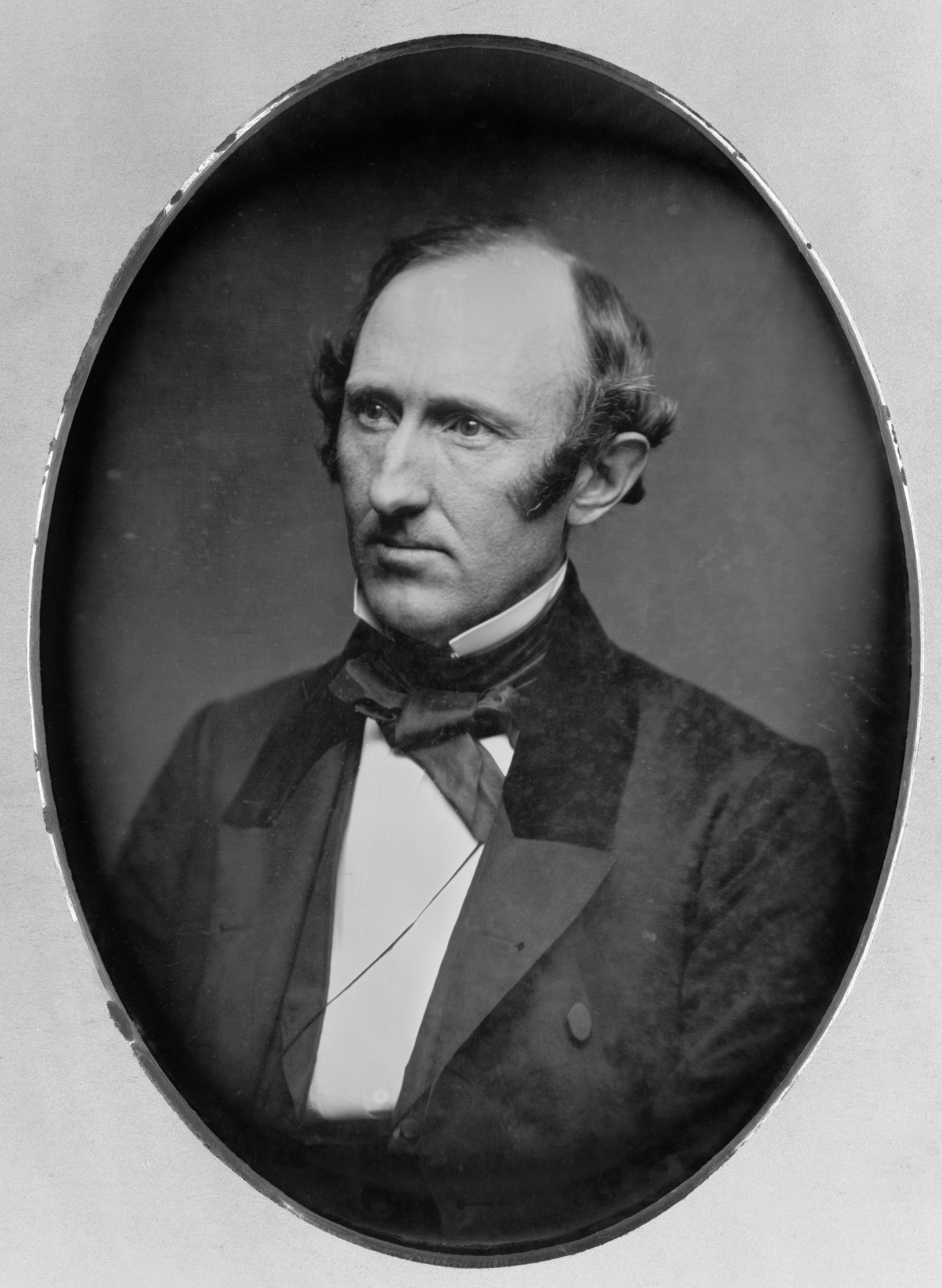
Wendell Phillips

Bei einem Treffen der Anti-Slavery Society im Januar 1866 schlugen Stone und Anthony eine Vereinigung dieser Organisation mit der Frauenrechtsbewegung vor, um einen neuen Verband zu schaffen, der sich für die Rechte der Afroamerikaner und der Frauen einsetzen würde, das Wahlrecht für beide eingeschlossen. Der Vorschlag wurde von Phillips blockiert, der wieder einmal argumentierte, dass das vorrangige Nahziel das Wahlrecht für die afroamerikanischen Männer sei. Phillips und die anderen abolitionistischen Führer erhofften von der Sicherung des Wahlrechts für die früheren Sklaven, dass es zur Erreichung des Sieges über die Sklavenhalter-Staaten im Bürgerkrieg helfen würde. Kein solcher Effekt konnte vom Kampf ums Frauenwahlrecht erwartet werden. Und die Anstrengungen, die es bräuchte, um eine wirksame Kampagne dafür zu führen, würde ihrer Meinung nach die Chancen der Gewinnung des Wahlrechts für Afroamerikaner gefährden. Ihre Strategie wirkte aber nicht so wie geplant. Obwohl die Verfassung 1870 den Zusatz bekam, dass wegen der Rasse kein Wahlverbot möglich war, verhinderten Gewalt und gesetzliche Manöver, dass die meisten Afroamerikaner des Südens wählten. Erst die Verabschiedung des Voting Rights Act von 1965 änderte dies.

### Gründung der AERA 1866
Elizabeth Cady Stanton and Susan B. Anthony beriefen die elfte National Women’s Rights Convention ein, die erste seit Beginn des Bürgerkrieges, die am 10. Mai 1866 in New York City zusammenkam. In einer Variante der früher der Anti-Slavery Society vorgeschlagenen Idee stimmte die Versammlung dafür, sich in eine neue Organisation zu verwandeln, genannt American Equal Rights Association (AERA), die sowohl für die Rechte der Frauen wie der Schwarzen kämpfen und für beide Gruppen das Wahlrecht sichern sollte. Der neue Verband wählte Lucretia Mott zur Präsidentin und schuf einen Vorstand, in dem auch Stanton, Anthony und Lucy Stone waren, Die AERA begann mit Lobby- und Petitions-Kampagnen in mehreren Bundesstaaten, in der Hoffnung, eine ausreichend starke Strömung zu schaffen, damit die Anti-Slavery Society das Ziel des Allgemeinen Wahlrechts akzeptieren würde.

## Kurze Geschichte der AERA

### Jahrestreffen 1867
Die AERA hielt ihr erstes Jahrestreffen am 9. Mai 1867 in New York City ab.
Dabei zeichnete sich ein sehr gegensätzliches Meinungsbild darüber ab, ob noch mehr Männer, nämlich die Afroamerikaner, das Wahlrecht bekommen sollten. Einige führende Frauenrechtlerinnen, Mott und Stanton, glaubten, dass diese neu hinzukommenden Wähler nichts an der Situation der Frauen und des ihnen fehlenden Wahlrechts ändern würden.
Andere waren abweichender Meinung. Abby Kelly Foster sagte, dass das Wahlrecht für schwarze Männer viel dringlicher wäre als das für Frauen. Henry Ward Beecher, ein bekannter Pastor, sagte, dass er das Allgemeine Wahlrecht befürworte, aber dass er glaube, dass die Bewegung zumindest dadurch einen Teilsieg erringen werde, dass sie das Wahlrecht für Schwarze wie für Frauen verlange.

### Kampagne im Staat New York

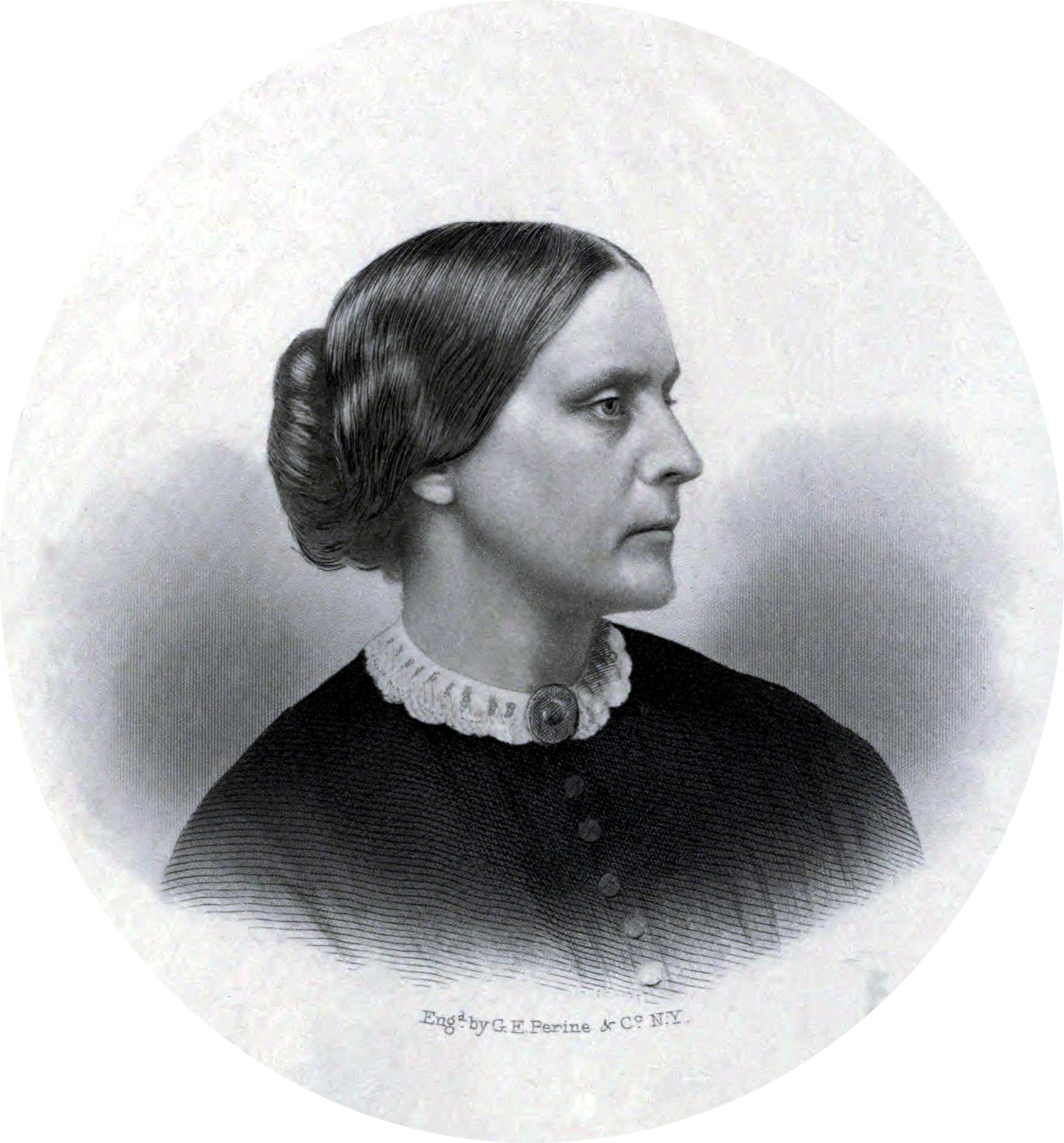
Susan B. Anthony

Der Staat New York organisierte im Juni 1867 einen Kongress zur Reform seiner Verfassung. AERA-Aktivisten bereiteten sich darauf vor, indem sie in über 30 Orten des Staates Treffen veranstalteten und über 20.000 Unterschriften auf Petitionen sammelten, die das Frauenwahlrecht und die Beseitigung der Eigentumsvoraussetzungen für Wahlen verlangten, die speziell die schwarzen Wähler diskriminierten. Das Wahlrechtskomitee des Kongresses hatte Horace Greeley zum Vorsitzenden, einen prominenten Zeitungsherausgeber und Abolitionisten, der ein Unterstützer der Frauenbewegung war. Sein Komitee billigte die Entfernung der diskriminierenden Eigentumserfordernisse für schwarze Wähler, wies aber den Vorschlag des Frauenwahlrechts zurück.
Greeley war schon vorher mit Anthony und Stanton zusammengestoßen, weil er darauf bestanden hatte, dass deren New-York-Kampagne sich auf die Rechte der Afroamerikaner konzentrieren sollte und die Frauenthemen wegbleiben sollten. Als diese sich weigerten, drohte er, die Unterstützung ihrer Arbeit durch seine Zeitung zu beenden. Als Anthony und Stanton Greeleys Frau in den Streit hineinzogen, verloren sie auf diese Weise die Freundschaft Greeleys und die machtvolle Unterstützung der New York Tribune für ihre Sache.

### Kampagne in Kansas
Zwei Referenden wurden 1867 den Wählern in Kansas vorgelegt, eines über die Ausdehnung des Wahlrechts auf schwarze Männer und eines, das die Ausdehnung auf Frauen vorsah. Kansas hatte Erfahrungen im Kampf gegen die Sklaverei und besaß die strengsten Gesetze für den Schutz der Frauenrechte außerhalb New York. Die AERA konzentrierte ihre Kräfte auf diese Kampagne, sehr hoffnungsvoll auf den Sieg bei beiden Referenden, was die Chancen für den Gewinn des Wahlrechts für Schwarze und des Frauenwahlrechts auf nationaler Ebene gewaltig erhöht hätte.

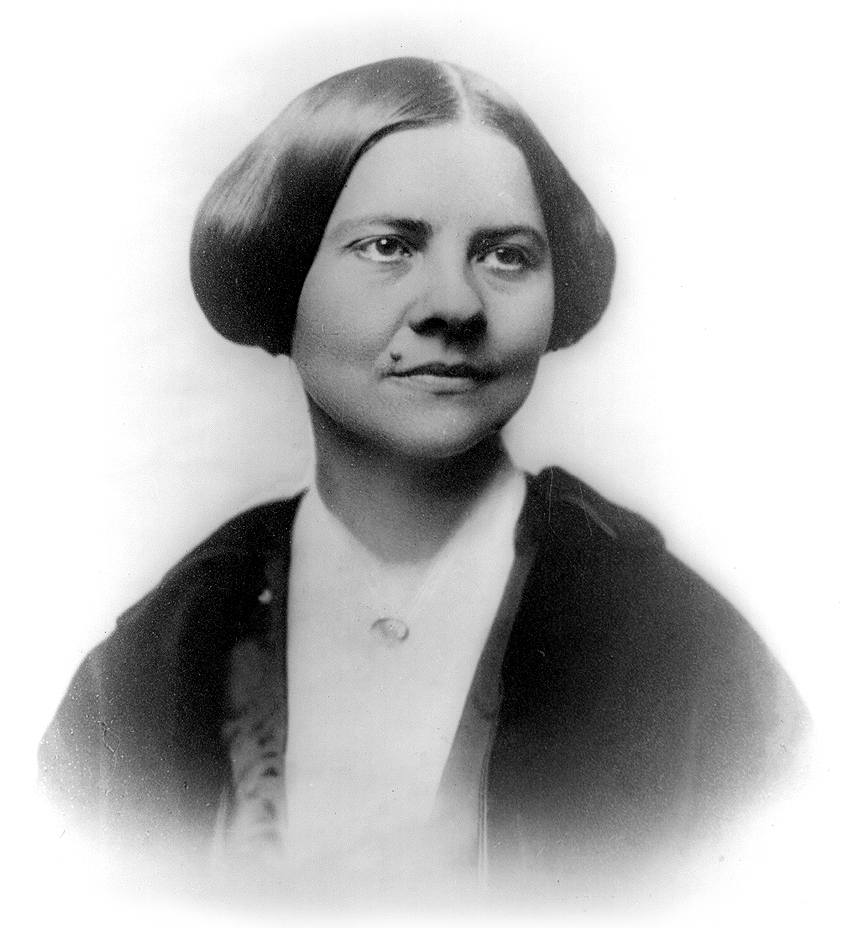
Lucy Stone

Beide Referenden hatten jedoch keinen Erfolg und die AERA Kampagne endete in einem Durcheinander und gegenseitigen Schuldzuweisungen. Die Kampagne von Kansas brachte diejenigen auseinander, die vor allem für die Rechte der Afroamerikaner arbeiteten, mit denen, die vor allem für die Frauenrechte kämpften. Und sie schuf auch Spaltungen innerhalb der Frauenbewegung. Bei diesen Uneinigkeiten und Streitereien ging es auch um die strittige Verwendung von gestifteten Geldern, um kontroverse Ansichten von Männern und Frauen der Bewegung und um die Zusammenarbeit mit dubiosen Befürwortern der Frauenbewegung
Die History of Woman Suffrage formulierte die Schlussfolgerungen, die von dem Flügel der Frauenbewegung gezogen wurde, zu dem Anthony und Stanton gehörten:
„Our liberal men counseled us to silence during the war, and we were silent on our own wrongs; they counseled us again to silence in Kansas and New York, lest we should defeat 'negro suffrage,' and threatened if we were not, we might fight the battle alone. We chose the latter, and were defeated. But standing alone we learned our power... woman must lead the way to her own enfranchisement.“
(deutsch: „Unsere liberalen Männer rieten uns, während des Krieges zu schweigen, und wir waren still auf unsere Kosten; sie rieten uns erneut, in Kansas und New York zu schweigen, damit wir das 'Neger-Wahlrecht' nicht gefährdeten, und drohten uns, falls wir es nicht wären, könnten wir den Kampf alleine führen. Wir wählten letzteres und wurden geschlagen. Aber während des Alleinseins bemerkten wir unsere Macht … Die Frau muss den Weg zu ihrer eigenen Befreiung und zum Wahlrecht selbst beschreiten.“)

### Uneinigkeit und Streit

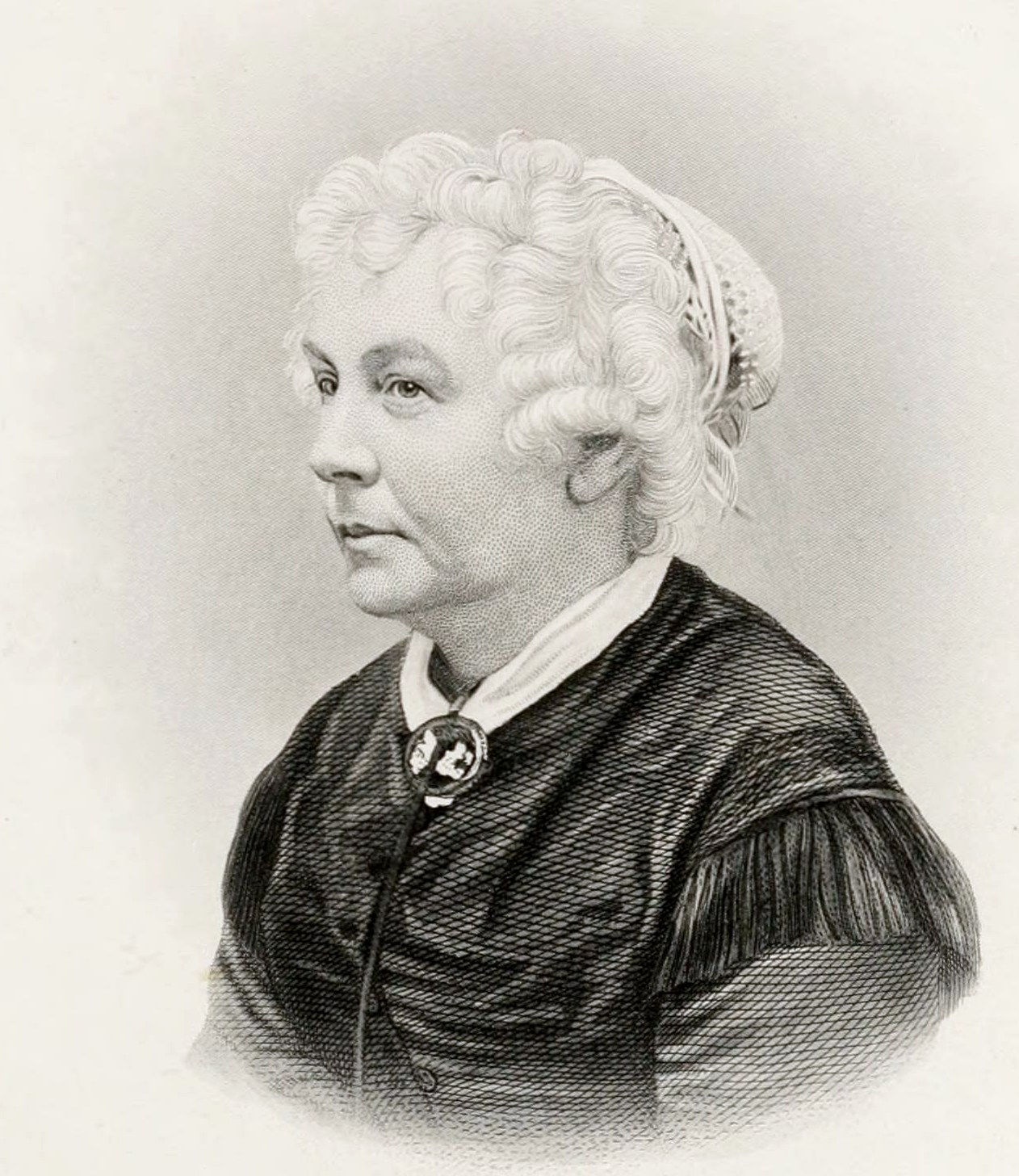
Elizabeth Cady Stanton

Nach dem Ende der Kansas-Kampagne, die im November mit dieser Unordnung endete, teilte sich die AERA zunehmend in zwei Flügel auf, die beide nach dem Allgemeinen Wahlrecht strebten, aber mit unterschiedlicher Vorgehensweise. Der eine Flügel, dessen führende Figur Lucy Stone war, war willens, die schwarzen Männer zuerst zur Wahl zuzulassen, und wünschte, die engen Bindungen zur Republikanischen Partei und der Abolitionismus-Bewegung aufrechtzuerhalten. Der andere Flügel, dessen führende Personen Elizabeth Cady Stanton und Susan B. Anthony waren, bestand darauf, dass die Frauen und schwarzen Männer zur gleichen Zeit zur Wahl zugelassen würden, und er arbeitete auf eine politisch unabhängige Bewegung hin, die nicht länger von den Abolitionisten abhängig wäre.
Die Uneinigkeit war besonders deutlich beim vorgeschlagenen 15. Amendment, das die Verweigerung des Wahlrechts aufgrund der Rasse verbieten sollte. Zumindest theoretisch würde es für so gut wie alle Männer das Wahlrecht garantieren. Anthony und Stanton waren gegen die Zulassung dieses Amendments, falls es nicht durch ein 16. Amendment begleitet würde, das das Frauenwahlrecht garantieren würde.
Der Kongress verabschiedete das 15. Amendment im Februar 1869, ratifiziert wurde es ein Jahr später durch die Bundesstaaten.
Viele in der AERA waren mit den Aktivitäten von Anthony und Stanton nicht einverstanden, aber besonders im Falle von Lucy Stone führten die Dispute dieses Zeitraums zu einem persönlichen Zerwürfnis, das wichtige Konsequenzen für die Frauenbewegung hatte. Um den Initiativen von Anthony und Stone zu begegnen, wurde im Mai 1868 ein Planungsausschuss geschaffen, um eine pro-republikanische Frauenwahlrechts-Organisation im Gebiet von Boston zu schaffen, die den Vorschlag zur vorrangigen Gewährung des Wahlrechts für schwarze Männer unterstützen sollte. Die New England Woman Suffrage Association wurde schließlich im November 1868 gegründet. Mehrere Beteiligte an der neuen Organisation waren auch in der AERA aktiv, beispielsweise Lucy Stone, Frederick Douglass und die Fosters.

### Jahrestreffen 1868
Während des Jahres 1868 brachte die AERA wenig zustande außer das Jahrestreffen am 14. Mai abzuhalten. Dieses war gekennzeichnet von Feindseligkeiten. Während des Treffens kritisierten Rednerinnen die Republikanische Partei in Kansas und allgemein, während Frederick Douglass diese insofern verteidigte, als sie das Wahlrecht sowohl für Schwarze und für Frauen stärker als die Demokraten unterstütze. Verstimmt von Stantons und Anthonys Verbindungen zum dubiosen George Francis Train und den Feindseligkeiten, die diese erzeugt hatten, trat Lucretia Mott als Präsidentin der AERA im gleichen Monat zurück. Sie sagte, sie habe sich überlegt, dass der Versuch ein Fehler gewesen sei, die Bewegungen der Frauen und der Abolitionisten miteinander zu vereinen. Sie empfahl die Auflösung der AERA.

### Jahrestreffen 1869
Beim letzten Jahrestreffen der AERA am 12. Mai 1869 ging der Streit um das 15. Amendment weiter, die Differenzen vertieften sich. Stephen Symonds Foster wandte sich gegen die Wiederwahl von Stanton und Anthony als Vorstandsmitglieder, er bezog sich auf die Train-Affäre und er klagte sie an, dass sie ein „Wahlrecht der Gebildeten“ anstrebten und damit gegen das AERA-Prinzip „Allgemeines Wahlrecht“ verstießen. Henry Blackwell antwortete: „Miss Anthony and Mrs. Stanton believe in the right of the negro to vote. We are united on that point. There is no question of principle between us.“ (deutsch: „Miss Anthony und Mrs. Stanton glauben an das Wahlrecht des Negers. Wir sind uns in diesem Punkt einig, es gibt keinen prinzipiellen Unterschied zwischen uns.“)
Stone unterstützte das 15. Amendment und betonte gleichzeitig die Bedeutung der Frauenrechte, indem sie sagte:
„But I thank God for that XV. Amendment, and hope that it will be adopted in every State. I will be thankful in my soul if any body can get out of the terrible pit.  But I believe that the safety of the government would be more promoted by the admission of woman as an element of restoration and harmony than the negro.“
(deutsch: Aber ich danke Gott für dieses 15. Amendment und hoffe, dass es in jedem Bundesstaat angenommen wird. Ich werde in meinem tiefsten Inneren dankbar sein, wenn irgend-jemand aus dem schrecklichen Loch herauskommt. Aber ich glaube, dass die Sicherheit der Regierung besser als durch die Zulassung der Neger dadurch gefördert würde, dass man die Frau als ein Element der Heilung und Harmonie zuließe.")

## Die Spaltung und ihre Nachwirkungen

### Spaltung der Frauenbewegung für 20 Jahre
Schon das Treffen des Jahres 1869 signalisierte das Zuendegehen der „American Equal Rights Association“, die danach keine weiteren Jahrestreffen abhielt (formell endete ihre Existenz am 14. Mai 1870).
Zwei konkurrierende Frauenwahlrechtsverbände wurden als Folge davon geschaffen. Zwei Tage nach dem Treffen begründeten
Susan B. Anthony und Elizabeth Cady Stanton die National Woman Suffrage Association (NWSA). Im November 1869 riefen Lucy Stone, Julia Ward Howe und andere die American Woman Suffrage Association (AWSA) ins Leben.
Die Haltung gegenüber dem 15. Amendment bildete einen Hauptunterschied zwischen diesen zwei Organisationen. Aber es gab auch andere Differenzen.

### Rivalitäten halten an
Ereignisse beseitigten die Grundlage für zwei Hauptstreitpunkte zwischen den konkurrierenden Frauenverbänden. 1870 wurde die Debatte über das 15. Amendment irrelevant, als es offiziell ratifiziert worden war. 1872 führte der Abscheu vor der Korruption in der Regierung zu einem massenweisen Abfall der Abolitionisten und anderer Gesellschaftsreformer von den Republikanern zur kurzlebigen „Liberal Republican Party“. Trotz dieser Ereignisse war die Rivalität zwischen den zwei Frauengruppen so erbittert, dass ein Zusammengehen 20 Jahre lang unmöglich erschien.
Erst 1890 vereinigten sich die NWSA und die AWSA in der National American Woman Suffrage Association (NAWSA), mit Stanton, Anthony und Stone als ihren Spitzenvertreterinnen. Anthony war die Schlüsselfigur in der neuen Organisation, Stone, die nominell Vorsitzende des Exekutivkomitees war, war in der Praxis nur am Rande eingebunden.

## Erreichen des Frauenwahlrechts erst 1920
Das Frauenwahlrecht, ein Hauptziel der AERA, wurde 1920 mit der Ratifizierung des 19. Amendments erreicht, das volkstümlich auch als das „Susan B. Anthony Amendment“ bezeichnet wird.
Trotz der Verabschiedung des 15. und 19. Amendments wurde das Ziel der AERA, die Sicherung der gleichen Rechte für alle Bürger, vor allem des Wahlrechts, lange noch nicht vollständig erreicht. Obwohl Puerto-Ricaner vor dem Gesetz Bürger der Vereinigten Staaten waren, wurde den Frauen Puerto Ricos das Wahlrecht bis 1929 vorenthalten. Und Afroamerikaner in Südstaaten waren größtenteils bis 1965 am Wählen gehindert, fast 100 Jahre nachdem die AERA gegründet worden war.